# Puig Rojà
Pour les articles homonymes, voir Roja.
Le puig Rojà ou pic Rougeat est un sommet du massif du Canigou, dans l'Est des Pyrénées. Culminant à 2 724 m d'altitude, son sommet sert de délimitation entre les communes de Casteil, Prats-de-Mollo-la-Preste et Le Tech, dans le département des Pyrénées-Orientales.

## Géographie

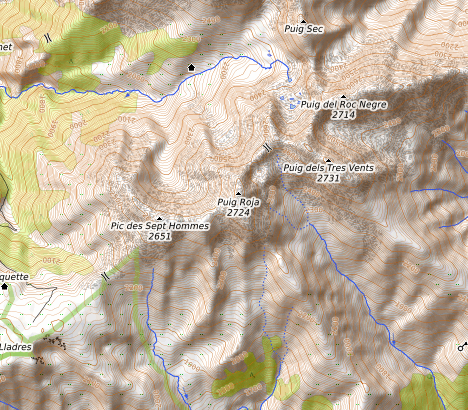
Carte topographique du puig Rojà.

## Voies d'accès et randonnées

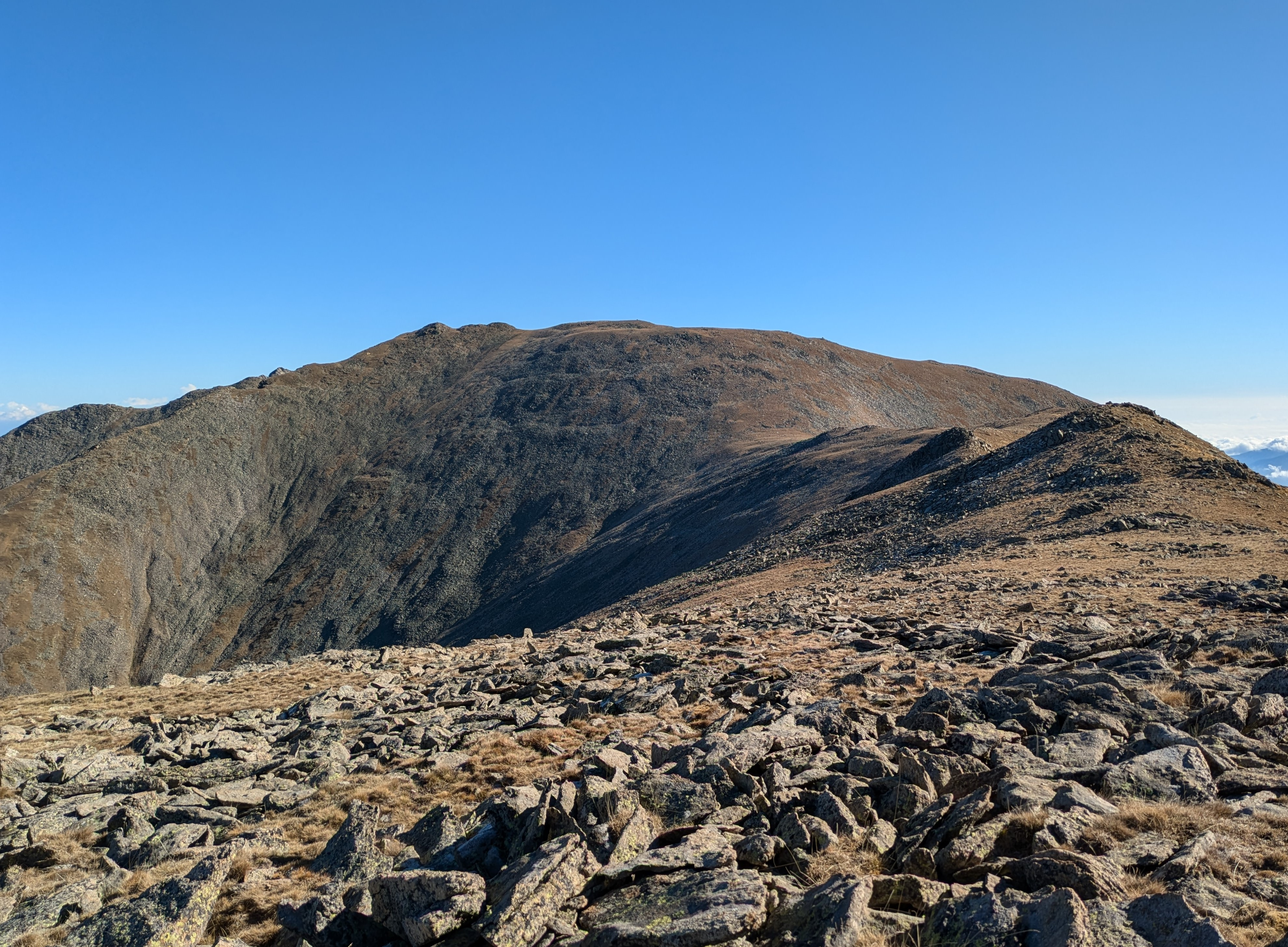
Vue du sommet depuis l'ouest (depuis le pic des Sept Hommes).

Au cœur du massif du Canigou, un circuit de crêtes long et facile pour des bons marcheurs permet d'admirer la face sud du pic du Canigou qui surplombe de cirque du Cady. Le panorama porte sur tout le Vallespir et la chaîne frontière du Costabonne jusqu'à la mer via les Albères. Le sentier démarre du refuge des Estables pour monter au col de la Régine, donne accès par la crête au col des Boucacers, au pic des Sept Hommes, au pic de Bassibès puis au sommet du Rougeat, avant de redescendre par la crête sud-est de la Coumelade afin d'atteindre le col de Serre qui permet de rejoindre le point de départ.